# IC 2938/1
IC 2938/1 је спирална галаксија у сазвијежђу Лав која се налази на листи објеката дубоког неба у Индекс каталогу.
Деклинација објекта је + 13° 40' 48" а ректасцензија 11h 35m 36,3s. Привидна величина (магнитуда) објекта IC 2938 износи 14,2 а фотографска магнитуда 15,0. IC 29381 је још познат и под ознакама CGCG 68-7, PGC 35837.